# Гогерсмілде
Гогерсмілде (нід. Hoogersmilde) — село в нідерландській провінції Дренте. Входить до муніципалітету Мідден-Дренте.
Його площа становить 20,29 км², а населення станом на 2021 рік складало 1 665 осіб.
Перша згадка про населений пункт датується 1634 роком.

## Галерея

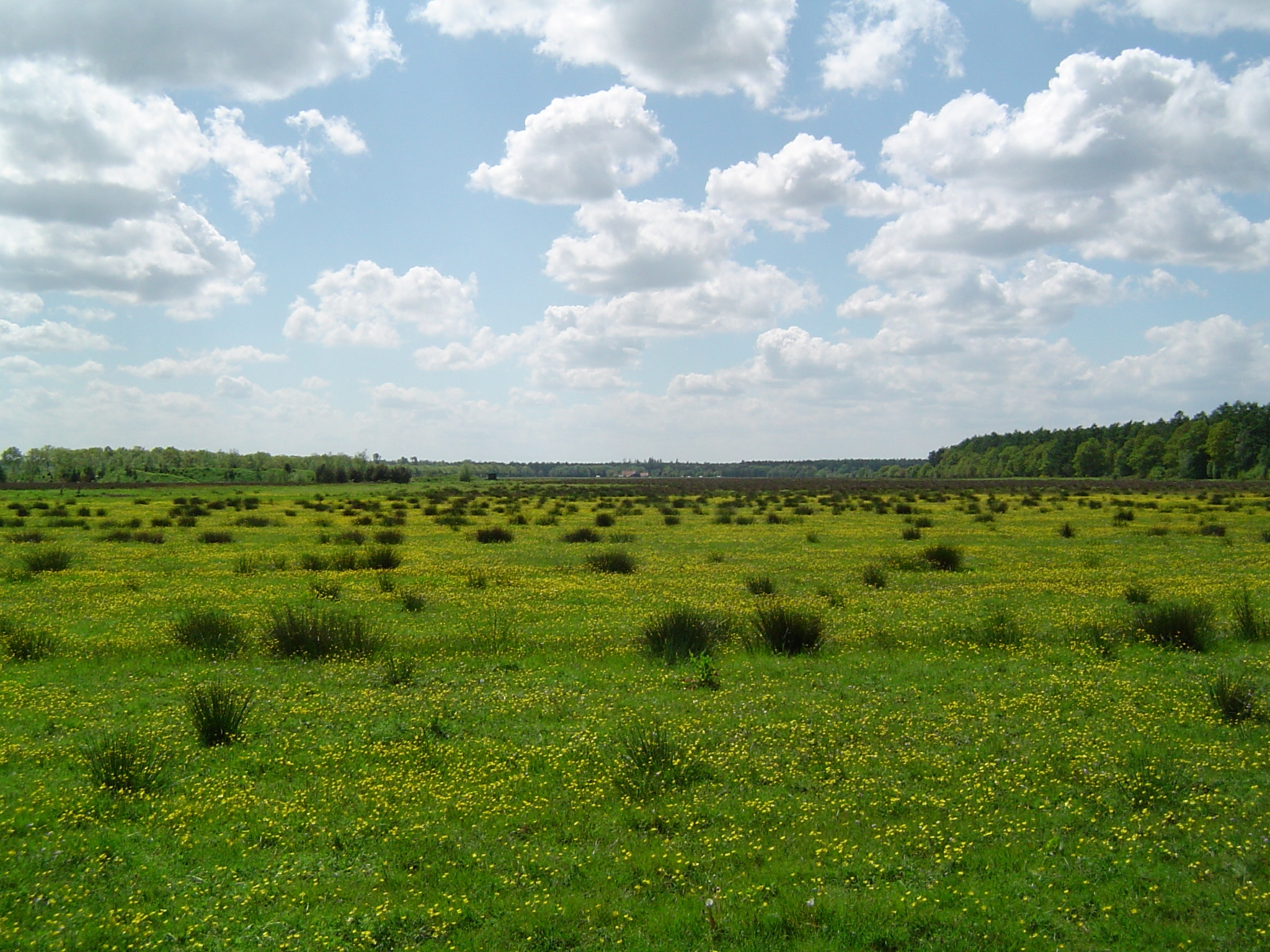
Околиці Гогерсмілде
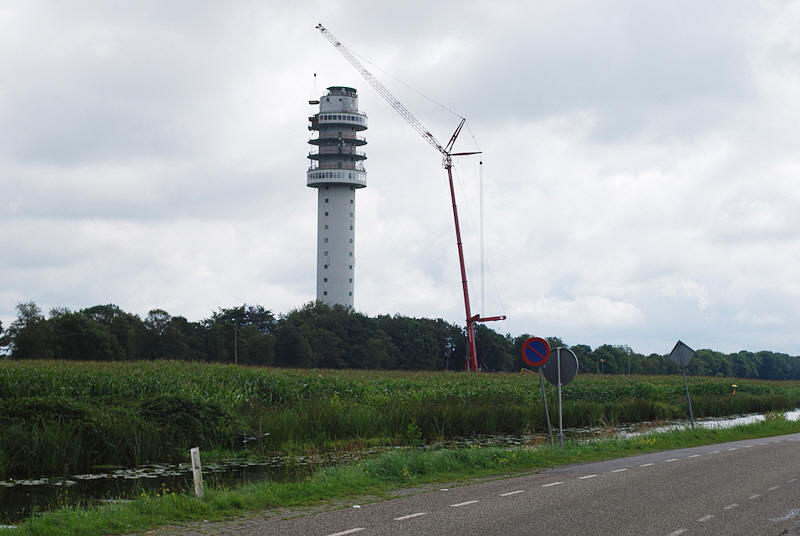
Радіовежа у Гогерсмілде після пожежі (2011)
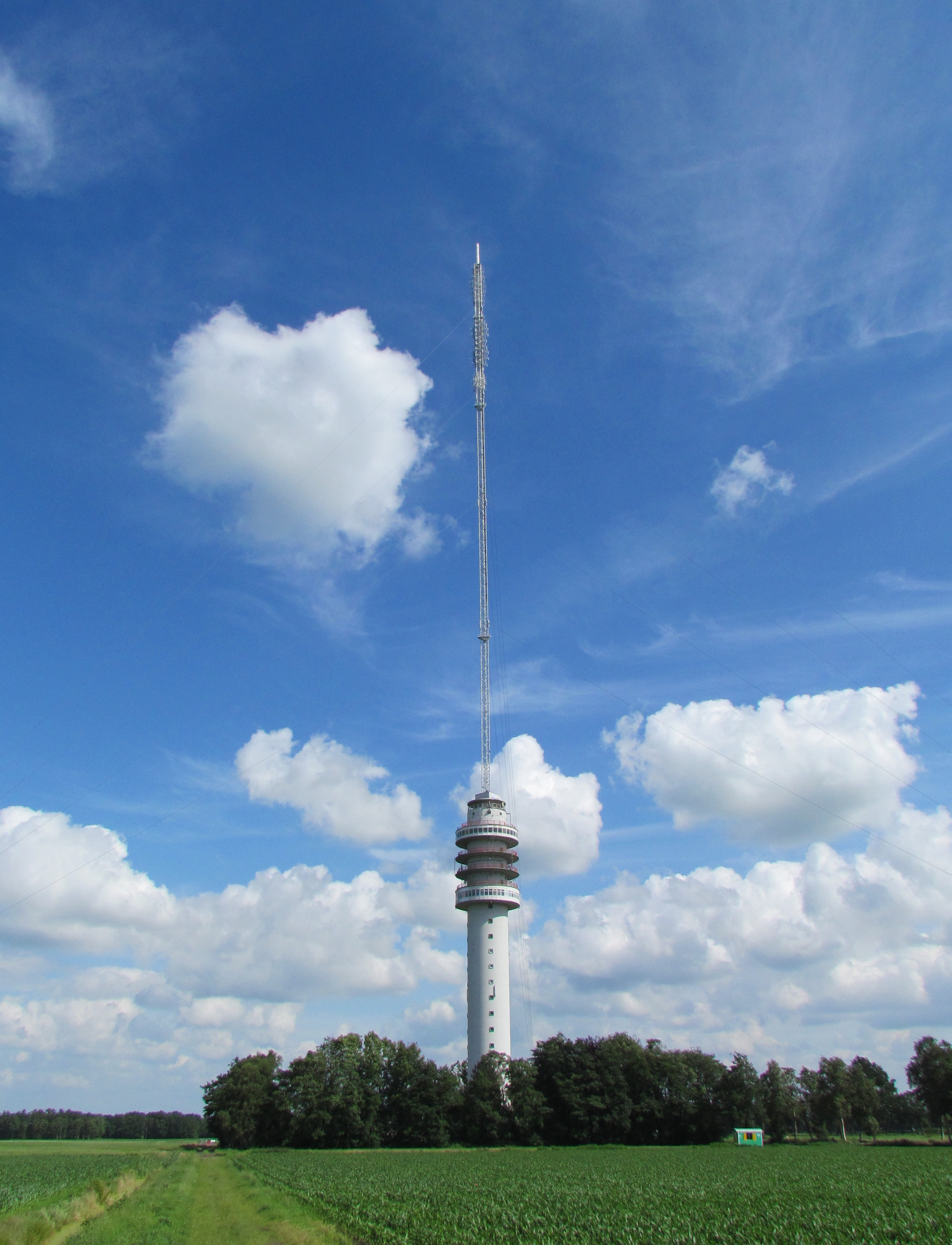
Радіовежа у Гогерсмілде після ремонту (2012)